# 土方明司
土方明司（ひじかた めいじ、1960年 - ）は、川崎市岡本太郎美術館館長。

## 来歴
- 1960年 東京生まれ。
- 1983年 学習院大学文学部哲学科卒業
- 1983年 練馬区立美術館学芸員
- 2005年 平塚市美術館館長代理
- 2021年 川崎市岡本太郎美術館館長

## 人物
父は美術史家の土方定一。大学でスペイン美術史に傾注。日本近現代美術に関する数多くの展覧会を担当。

## 企画
- 「詩魂の画家 山口薫」（1994）[2]
- 「ねりまの美術’98　神田日勝・深井克美」（1998）[3]
- 「没後50年 松本竣介」（1998）[4]
- 「リアル(写実)のゆくえ」（2017）[5]

## 著書
- 「1930年代の画家たち　日本の近代美術9」（共著、大月書店）
- 「画家たちの 二十歳の原点」（監修、求龍堂）
- 「みずゑの魅力」（監修、青幻舎）